# Irklijiw
Irklijiw (ukrainisch Іркліїв, russisch Ирклиев Irklijew) ist ein Dorf am Nordufer des Krementschuker Stausees in der ukrainischen Oblast Tscherkassy mit etwa 2300 Einwohnern (2004).

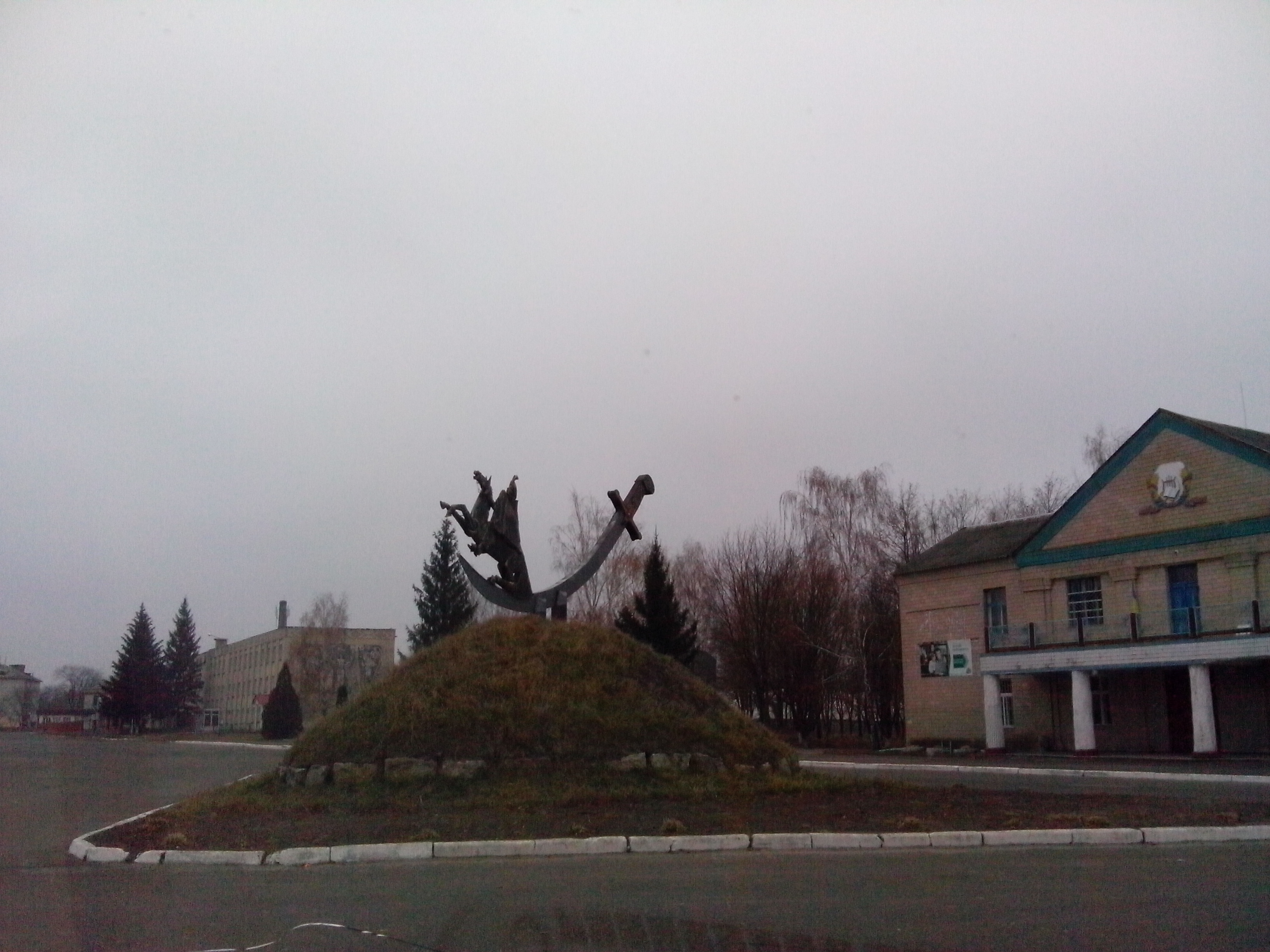
Denkmal im Ort

Das 1608 erstmals schriftlich erwähnte Dorf gehörte bis 1954 zum Rajon Irklijiw in der Oblast Poltawa und wurde nach der Gründung der Oblast Tscherkassy Teil von diesem.
Irklijiw liegt an der Mündung des 39 km langen Irklij (Ірклій) in den zum Krementschuker Stausee angestauten Dnepr.
Das Dorf ist befindet sich an der ukrainischen Fernstraße N 08 18 km südlich vom ehemaligen Rajonzentrum Tschornobaj und 45 km nordöstlich der Oblasthauptstadt Tscherkassy, die am Südufer des Stausees liegt.

## Verwaltungsgliederung
Am 29. März 2017 wurde das Dorf zum Zentrum der neugegründeten Landgemeinde Irklijiw (Іркліївська сільська громада/Irklijiwska silska hromada), zu dieser zählten auch die 6 Dörfer Melnyky, Sahorodyschtsche, Skorodystyk, Tscherwonohirka, Tscherwonochyschynzi und Woronynzi, bis dahin bildete es zusammen mit den Dörfern Sahorodyschtsche, Skorodystyk und Tscherwonohirka die gleichnamige Landratsgemeinde Irklijiw (Іркліївська сільська рада/Irklijiwska silska rada) im Süden des Rajons Tschornobaj.
Am 12. Juni 2020 kamen noch die 17 in der untenstehenden Tabelle aufgelisteten Dörfer sowie die Ansiedlungen Myrne und Schurawlyne zum Gemeindegebiet.
Am 17. Juli 2020 kam es im Zuge einer großen Rajonsreform zum Anschluss des Rajonsgebietes an den Rajon Solotonoscha.
Folgende Orte sind neben dem Hauptort Irklijiw Teil der Gemeinde:
| Name                                      | Name                          | Name                                                             |
| ukrainisch transkribiert                  | ukrainisch                    | russisch                                                         |
| ----------------------------------------- | ----------------------------- | ---------------------------------------------------------------- |
| Batalyj                                   | Баталий                       | Баталий (Batali)                                                 |
| Klischtschynzi                            | Кліщинці                      | Клещинцы (Kleschtschinzy)                                        |
| Kowraj                                    | Коврай                        | Коврай (Kowrai)                                                  |
| Krutky                                    | Крутьки                       | Крутьки (Krutki)                                                 |
| Ljaschtschiwka                            | Лящівка                       | Лящовка (Ljaschtschowka)                                         |
| Lycholity                                 | Лихоліти                      | Лихолеты (Licholety)                                             |
| Melnyky                                   | Мельники                      | Мельники (Melniki)                                               |
| Moskalenky                                | Москаленки                    | Москаленки (Moskalenki)                                          |
| Myrne (bis 2016 Schowtnewe)               | Мирне (Жовтневе)              | Мирное (Mirnoje)/Жовтневое (Schowtnewoje)                        |
| Perschotrawnewe                           | Першотравневе                 | Першотравневое (Perschotrawnewoje)                               |
| Prydniprowske                             | Придніпровське                | Приднепровское (Pridneprowskoje)                                 |
| Rewbynzi                                  | Ревбинці                      | Ревбинцы (Rewbinzy)                                              |
| Sahorodyschtsche                          | Загородище                    | Загородище (Sagorodischtsche)                                    |
| Schownyne                                 | Жовнине                       | Жовнино (Schownino)                                              |
| Schurawlyne (bis 2016 Schowtnewyj Promin) | Журавлине (Жовтневий Промінь) | Журавлиное (Schurawlinoje)/Жовтневый Проминь (Schowtnewy Promin) |
| Skorodystyk                               | Скородистик                   | Скородистик (Skorodistik)                                        |
| Staryj Kowraj                             | Старий Коврай                 | Старый Коврай (Stary Kowrai)                                     |
| Stepowe                                   | Степове                       | Степовое (Stepowoje)                                             |
| Tschechiwka                               | Чехівка                       | Чеховка (Tschechowka)                                            |
| Tscherwonohirka                           | Червоногірка                  | Червоногорка (Tscherwonogorka)                                   |
| Tscherwonochyschynzi                      | Червонохижинці                | Червонохижинцы (Tscherwonochischinzy)                            |
| Tymtschenky                               | Тимченки                      | Тимченки (Timtschenki)                                           |
| Wassjutynzi                               | Васютинці                     | Васютинцы (Wassjutinzy)                                          |
| Weremijiwka                               | Вереміївка                    | Веремиевка (Weremijewka)                                         |
| Woronynzi                                 | Воронинці                     | Воронинцы (Woroninzy)                                            |

## Söhne und Töchter der Ortschaft
- Dimitri Scheludko (1892–1954), ukrainisch-bulgarischer Romanist und Provenzalist
- Ljudmyla Monastyrska (geboren 1975), ukrainische Opernsängerin